# Armadillidium olympiacum
Armadillidium olympiacum là một loài chân đều trong họ Armadillidiidae. Loài này được Strouhal miêu tả khoa học năm 1937.